# Hamidiye (1903)
Hamidiye byl chráněný křižník osmanského námořnictva. Křižník byl nasazen v balkánských válkách a v první světové válce. Roku 1947 byl vyřazen.

## Stavba

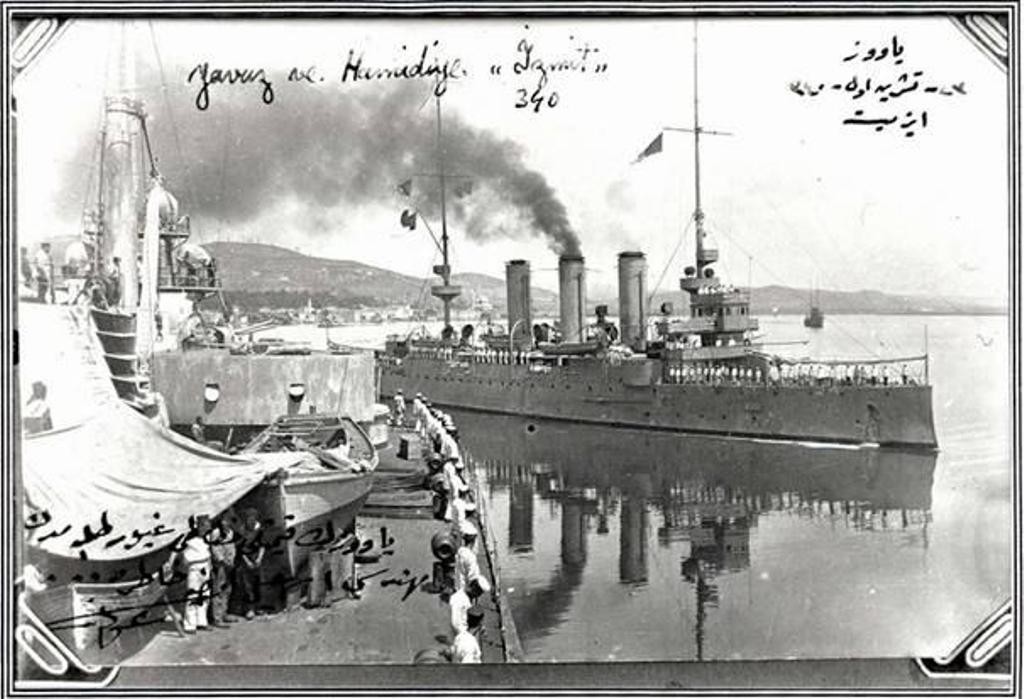
Hamidiye

Stavba křižníku byla objednána roku 1900 v rámci stejného programu
jako v případě křižníku Mecidiye. Křižník postavila britská loděnice Armstrong Whitworth v Elswicku. Stavba byla zahájena roku 1902, loď byla spuštěna na vodu 25. září 1903 a do služby byla přijata 27. dubna 1904.

## Konstrukce

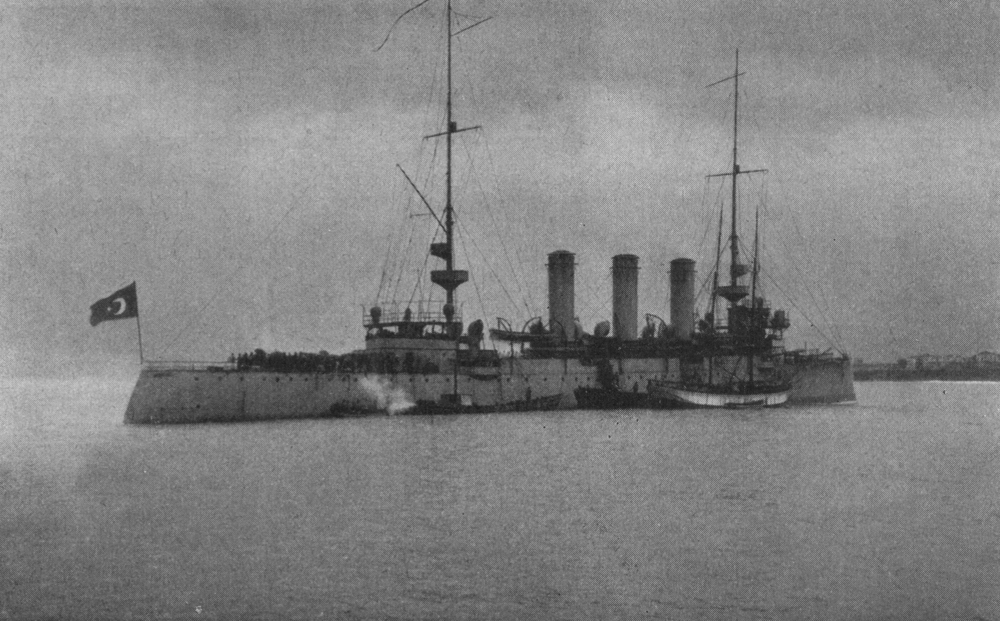
Hamidiye

Po dokončení byl křižník vyzbrojen dvěma 152mm kanóny, osmi 120mm kanóny, šesti 47mm kanóny, šesti 37mm kanóny a dvěma 450mm torpédomety. Pohonný systém měl výkon 12 000 hp. Tvořily ho čtyři parní stroje a šest kotlů, pohánějící dva lodní šrouby. Nejvyšší rychlost dosahovala 22 uzlů. Dosah byl 5000 námořních mil při rychlosti 10 uzlů.

## Služba
Křižník byl nasazen v balkánských válkách. Dne 21. listopadu 1912 jej poškodilo torpédo vypuštěné bulharským torpédovým člunem Druzki. Křižník byl nasazen za první světové války. Roku 1925–1926 byl modernizován loděnicí Gölcük. Roku 1940 byl převeden k výcviku. Vyřazen byl roku 1947. Krátce sloužil jako muzeum a nakonec byl sešrotován.